# Millennium (албум)
Millennium је седми албум групе Банда Ева. Албум је издат је 1998. године и садржи компилацију хитова ове групе док је у тој групи пјевала Ивет Сангало.